# John Christ
John Christ (John Wolfgang Knoll, 19 de febrero de 1965) es un músico, popular por haber sido el guitarrista original de la agrupación Danzig. Christ logró la posición Nro. 63 en la lista de los 100 Mejores Guitarristas de Metal de la revista Guitar World.

## Discografía

### Danzig
- 1988 – Danzig
- 1990 – Lucifuge
- 1992 – Danzig III: How the Gods Kill
- 1993 – Thrall: Demonsweatlive
- 1994 – Danzig 4
- 2001 – Live on the Black Hand Side
- 2007 – The Lost Tracks of Danzig

### Samhain
- 1990 – Final Descent

### Solista
- 1999 – Flesh Caffeine